# 6 uur van de Nürburgring 2016
De 6 uur van de Nürburgring 2016 was de vierde race van het FIA World Endurance Championship-seizoen 2016. De race werd verreden op 24 juli 2016 op de Nürburgring nabij Nürburg, Duitsland.
De race werd gewonnen door de Porsche Team #1 van Timo Bernhard, Brendon Hartley en Mark Webber. De LMP1 privé-klasse werd gewonnen door de Rebellion Racing #13 van Alexandre Imperatori, Dominik Kraihamer en Mathéo Tuscher. De LMP2-klasse werd gewonnen door de Signatech Alpine #36 van Nicolas Lapierre, Gustavo Menezes en Stéphane Richelmi. De LMGTE Pro-klasse werd gewonnen door de AF Corse #51 van Gianmaria Bruni en James Calado. De LMGTE Am-klasse werd gewonnen door de Aston Martin Racing #98 van Paul Dalla Lana, Pedro Lamy en Mathias Lauda.

## Kwalificatie
Tijden vetgedrukt betekent de snelste tijd in die klasse.
| Pos. | Klasse     | No. | Team                      | Tijd     | Grid |
| ---- | ---------- | --- | ------------------------- | -------- | ---- |
| 1    | LMP1       | 7   | Audi Sport Team Joest     | 1:39.444 | 1    |
| 2    | LMP1       | 8   | Audi Sport Team Joest     | 1:39.710 | 2    |
| 3    | LMP1       | 1   | Porsche Team              | 1:39.861 | 3    |
| 4    | LMP1       | 2   | Porsche Team              | 1:39.893 | 4    |
| 5    | LMP1       | 6   | Toyota Gazoo Racing       | 1:40.639 | 5    |
| 6    | LMP1       | 5   | Toyota Gazoo Racing       | 1:40.748 | 6    |
| 7    | LMP1 privé | 13  | Rebellion Racing          | 1:46.081 | 7    |
| 8    | LMP1 privé | 4   | ByKolles Racing Team      | 1:46.907 | 8    |
| 9    | LMP1 privé | 12  | Rebellion Racing          | 1:47.026 | 9    |
| 10   | LMP2       | 26  | G-Drive Racing            | 1:48.984 | 10   |
| 11   | LMP2       | 36  | Signatech Alpine          | 1:49.727 | 11   |
| 12   | LMP2       | 42  | Strakka Racing            | 1:49.762 | 12   |
| 13   | LMP2       | 43  | RGR Sport by Morand       | 1:50.105 | 13   |
| 14   | LMP2       | 44  | Manor                     | 1:50.372 | 14   |
| 15   | LMP2       | 27  | SMP Racing                | 1:50.948 | 15   |
| 16   | LMP2       | 31  | Extreme Speed Motorsports | 1:51.194 | 16   |
| 17   | LMP2       | 45  | Manor                     | 1:51.294 | 17   |
| 18   | LMP2       | 37  | SMP Racing                | 1:51.667 | 18   |
| 19   | LMP2       | 35  | Baxi DC Racing Alpine     | 1:52.506 | 19   |
| 20   | LMP2       | 30  | Extreme Speed Motorsports | 1:56.462 | 20   |
| 21   | LMGTE Pro  | 95  | Aston Martin Racing       | 2:01.712 | 21   |
| 22   | LMGTE Pro  | 66  | Ford Chip Ganassi Team UK | 2:01.959 | 22   |
| 23   | LMGTE Pro  | 97  | Aston Martin Racing       | 2:02.220 | 23   |
| 24   | LMGTE Pro  | 51  | AF Corse                  | 2:02.512 | 24   |
| 25   | LMGTE Pro  | 67  | Ford Chip Ganassi Team UK | 2:03.256 | 25   |
| 26   | LMGTE Pro  | 77  | Dempsey-Proton Racing     | 2:03.681 | 26   |
| 27   | LMGTE Am   | 88  | Abu Dhabi-Proton Racing   | 2:06.011 | 27   |
| 28   | LMGTE Am   | 78  | KCMG                      | 2:06.197 | 28   |
| 29   | LMGTE Am   | 98  | Aston Martin Racing       | 2:06.372 | 29   |
| 30   | LMGTE Am   | 83  | AF Corse                  | 2:06.589 | 30   |
| 31   | LMGTE Pro  | 71  | AF Corse                  | 2:06.745 | 31   |
| 32   | LMGTE Am   | 50  | Larbre Compétition        | 2:09.127 | 32   |
| 33   | LMGTE Am   | 86  | Gulf Racing               | 2:09.820 | 33   |

## Uitslag
Winnaars in hun klasse zijn vetgedrukt; LMP1 is rood, LMP2 is blauw, LMGTE Pro is groen en LMGTE Am is oranje.
| Pos. | Klasse     | No. | Team                      | Coureurs                                                | Chassis                        | Banden | Ronden | Tijd/Reden        |
| Pos. | Klasse     | No. | Team                      | Coureurs                                                | Motor                          | Banden | Ronden | Tijd/Reden        |
| ---- | ---------- | --- | ------------------------- | ------------------------------------------------------- | ------------------------------ | ------ | ------ | ----------------- |
| 1    | LMP1       | 1   | Porsche Team              | Timo Bernhard Brendon Hartley Mark Webber               | Porsche 919 Hybrid             | M      | 194    | 6:01:16.183       |
| 1    | LMP1       | 1   | Porsche Team              | Timo Bernhard Brendon Hartley Mark Webber               | Porsche 2.0 L Turbo V4         | M      | 194    | 6:01:16.183       |
| 2    | LMP1       | 8   | Audi Sport Team Joest     | Loïc Duval Lucas di Grassi Oliver Jarvis                | Audi R18                       | M      | 194    | +53.787           |
| 2    | LMP1       | 8   | Audi Sport Team Joest     | Loïc Duval Lucas di Grassi Oliver Jarvis                | Audi TDI 4.0 L Turbo Diesel V6 | M      | 194    | +53.787           |
| 3    | LMP1       | 7   | Audi Sport Team Joest     | Marcel Fässler André Lotterer                           | Audi R18                       | M      | 194    | +54.483           |
| 3    | LMP1       | 7   | Audi Sport Team Joest     | Marcel Fässler André Lotterer                           | Audi TDI 4.0 L Turbo Diesel V6 | M      | 194    | +54.483           |
| 4    | LMP1       | 2   | Porsche Team              | Romain Dumas Neel Jani Marc Lieb                        | Porsche 919 Hybrid             | M      | 194    | +1:37.324         |
| 4    | LMP1       | 2   | Porsche Team              | Romain Dumas Neel Jani Marc Lieb                        | Porsche 2.0 L Turbo V4         | M      | 194    | +1:37.324         |
| 5    | LMP1       | 5   | Toyota Gazoo Racing       | Sébastien Buemi Anthony Davidson Kazuki Nakajima        | Toyota TS050 Hybrid            | M      | 193    | +1 ronde          |
| 5    | LMP1       | 5   | Toyota Gazoo Racing       | Sébastien Buemi Anthony Davidson Kazuki Nakajima        | Toyota 2.4 L Turbo V6          | M      | 193    | +1 ronde          |
| 6    | LMP1       | 6   | Toyota Gazoo Racing       | Mike Conway Kamui Kobayashi Stéphane Sarrazin           | Toyota TS050 Hybrid            | M      | 190    | +4 ronden         |
| 6    | LMP1       | 6   | Toyota Gazoo Racing       | Mike Conway Kamui Kobayashi Stéphane Sarrazin           | Toyota 2.4 L Turbo V6          | M      | 190    | +4 ronden         |
| 7    | LMP1 privé | 13  | Rebellion Racing          | Alexandre Imperatori Dominik Kraihamer Mathéo Tuscher   | Rebellion R-One                | D      | 178    | +16 ronden        |
| 7    | LMP1 privé | 13  | Rebellion Racing          | Alexandre Imperatori Dominik Kraihamer Mathéo Tuscher   | AER P60 2.4 L Turbo V6         | D      | 178    | +16 ronden        |
| 8    | LMP2       | 36  | Signatech Alpine          | Nicolas Lapierre Gustavo Menezes Stéphane Richelmi      | Alpine A460                    | D      | 178    | +16 ronden        |
| 8    | LMP2       | 36  | Signatech Alpine          | Nicolas Lapierre Gustavo Menezes Stéphane Richelmi      | Nissan VK45DE 4.5 L V8         | D      | 178    | +16 ronden        |
| 9    | LMP2       | 43  | RGR Sport by Morand       | Filipe Albuquerque Ricardo González Bruno Senna         | Ligier JS P2                   | D      | 178    | +16 ronden        |
| 9    | LMP2       | 43  | RGR Sport by Morand       | Filipe Albuquerque Ricardo González Bruno Senna         | Nissan VK45DE 4.5 L V8         | D      | 178    | +16 ronden        |
| 10   | LMP2       | 31  | Extreme Speed Motorsports | Chris Cumming Ryan Dalziel Pipo Derani                  | Ligier JS P2                   | M      | 176    | +18 ronden        |
| 10   | LMP2       | 31  | Extreme Speed Motorsports | Chris Cumming Ryan Dalziel Pipo Derani                  | Nissan VK45DE 4.5 L V8         | M      | 176    | +18 ronden        |
| 11   | LMP2       | 42  | Strakka Racing            | Jonny Kane Nick Leventis Lewis Williamson               | Gibson 015S                    | D      | 176    | +18 ronden        |
| 11   | LMP2       | 42  | Strakka Racing            | Jonny Kane Nick Leventis Lewis Williamson               | Nissan VK45DE 4.5 L V8         | D      | 176    | +18 ronden        |
| 12   | LMP2       | 44  | Manor                     | Tor Graves Matthew Howson Antônio Pizzonia              | Oreca 05                       | D      | 176    | +18 ronden        |
| 12   | LMP2       | 44  | Manor                     | Tor Graves Matthew Howson Antônio Pizzonia              | Nissan VK45DE 4.5 L V8         | D      | 176    | +18 ronden        |
| 13   | LMP2       | 37  | SMP Racing                | Kirill Ladygin Vitali Petrov Viktor Shaytar             | BR Engineering BR01            | D      | 175    | +19 ronden        |
| 13   | LMP2       | 37  | SMP Racing                | Kirill Ladygin Vitali Petrov Viktor Shaytar             | Nissan VK45DE 4.5 L V8         | D      | 175    | +19 ronden        |
| 14   | LMP2       | 35  | Baxi DC Racing Alpine     | David Cheng Nelson Panciatici Ho-Pin Tung               | Alpine A460                    | D      | 175    | +19 ronden        |
| 14   | LMP2       | 35  | Baxi DC Racing Alpine     | David Cheng Nelson Panciatici Ho-Pin Tung               | Nissan VK45DE 4.5 L V8         | D      | 175    | +19 ronden        |
| 15   | LMP2       | 27  | SMP Racing                | Maurizio Mediani Nicolas Minassian                      | BR Engineering BR01            | D      | 175    | +19 ronden        |
| 15   | LMP2       | 27  | SMP Racing                | Maurizio Mediani Nicolas Minassian                      | Nissan VK45DE 4.5 L V8         | D      | 175    | +19 ronden        |
| 16   | LMP2       | 30  | Extreme Speed Motorsports | Ed Brown Johannes van Overbeek Scott Sharp              | Ligier JS P2                   | M      | 172    | +22 ronden        |
| 16   | LMP2       | 30  | Extreme Speed Motorsports | Ed Brown Johannes van Overbeek Scott Sharp              | Nissan VK45DE 4.5 L V8         | M      | 172    | +22 ronden        |
| 17   | LMP1 privé | 12  | Rebellion Racing          | Mathias Beche Nick Heidfeld Nicolas Prost               | Rebellion R-One                | D      | 171    | +23 ronden        |
| 17   | LMP1 privé | 12  | Rebellion Racing          | Mathias Beche Nick Heidfeld Nicolas Prost               | AER P60 2.4 L Turbo V6         | D      | 171    | +23 ronden        |
| 18   | LMGTE Pro  | 51  | AF Corse                  | Gianmaria Bruni James Calado                            | Ferrari 488 GTE                | M      | 170    | +24 ronden        |
| 18   | LMGTE Pro  | 51  | AF Corse                  | Gianmaria Bruni James Calado                            | Ferrari F154CB 4.0 L Turbo V8  | M      | 170    | +24 ronden        |
| 19   | LMGTE Pro  | 71  | AF Corse                  | Sam Bird Davide Rigon                                   | Ferrari 488 GTE                | M      | 170    | +24 ronden        |
| 19   | LMGTE Pro  | 71  | AF Corse                  | Sam Bird Davide Rigon                                   | Ferrari F154CB 3.9 L Turbo V8  | M      | 170    | +24 ronden        |
| 20   | LMGTE Pro  | 95  | Aston Martin Racing       | Marco Sørensen Nicki Thiim                              | Aston Martin Vantage GTE       | D      | 170    | +24 ronden        |
| 20   | LMGTE Pro  | 95  | Aston Martin Racing       | Marco Sørensen Nicki Thiim                              | Aston Martin 4.5 L Turbo V8    | D      | 170    | +24 ronden        |
| 21   | LMGTE Pro  | 66  | Ford Chip Ganassi Team UK | Stefan Mücke Olivier Pla                                | Ford GT                        | M      | 169    | +25 ronden        |
| 21   | LMGTE Pro  | 66  | Ford Chip Ganassi Team UK | Stefan Mücke Olivier Pla                                | Ford EcoBoost 3.5 L Turbo V6   | M      | 169    | +25 ronden        |
| 22   | LMGTE Pro  | 97  | Aston Martin Racing       | Richie Stanaway Darren Turner                           | Aston Martin Vantage GTE       | D      | 169    | +25 ronden        |
| 22   | LMGTE Pro  | 97  | Aston Martin Racing       | Richie Stanaway Darren Turner                           | Aston Martin 4.5 L Turbo V8    | D      | 169    | +25 ronden        |
| 23   | LMGTE Pro  | 77  | Dempsey-Proton Racing     | Michael Christensen Richard Lietz                       | Porsche 911 RSR                | M      | 169    | +25 ronden        |
| 23   | LMGTE Pro  | 77  | Dempsey-Proton Racing     | Michael Christensen Richard Lietz                       | Porsche 4.0 L Flat-6           | M      | 169    | +25 ronden        |
| 24   | LMGTE Am   | 98  | Aston Martin Racing       | Paul Dalla Lana Pedro Lamy Mathias Lauda                | Aston Martin Vantage GTE       | D      | 166    | +28 ronden        |
| 24   | LMGTE Am   | 98  | Aston Martin Racing       | Paul Dalla Lana Pedro Lamy Mathias Lauda                | Aston Martin 4.5 L V8          | D      | 166    | +28 ronden        |
| 25   | LMGTE Am   | 83  | AF Corse                  | Rui Águas Emmanuel Collard François Perrodo             | Ferrari 458 Italia GT2         | M      | 166    | +28 ronden        |
| 25   | LMGTE Am   | 83  | AF Corse                  | Rui Águas Emmanuel Collard François Perrodo             | Ferrari 4.5 L V8               | M      | 166    | +28 ronden        |
| 26   | LMGTE Am   | 50  | Larbre Compétition        | Pierre Ragues Paolo Ruberti Yutaka Yamagishi            | Chevrolet Corvette C7.R        | M      | 165    | +29 ronden        |
| 26   | LMGTE Am   | 50  | Larbre Compétition        | Pierre Ragues Paolo Ruberti Yutaka Yamagishi            | Chevrolet LT5.5 5.5 L V8       | M      | 165    | +29 ronden        |
| 27   | LMGTE Am   | 88  | Abu Dhabi-Proton Racing   | David Heinemeier Hansson Patrick Long Khaled Al Qubaisi | Porsche 911 RSR                | M      | 164    | +30 ronden        |
| 27   | LMGTE Am   | 88  | Abu Dhabi-Proton Racing   | David Heinemeier Hansson Patrick Long Khaled Al Qubaisi | Porsche 4.0 L Flat-6           | M      | 164    | +30 ronden        |
| 28   | LMGTE Am   | 86  | Gulf Racing               | Ben Barker Adam Carroll Michael Wainwright              | Porsche 911 RSR                | M      | 164    | +30 ronden        |
| 28   | LMGTE Am   | 86  | Gulf Racing               | Ben Barker Adam Carroll Michael Wainwright              | Porsche 4.0 L Flat-6           | M      | 164    | +30 ronden        |
| 29   | LMGTE Pro  | 67  | Ford Chip Ganassi Team UK | Marino Franchitti Andy Priaulx Harry Tincknell          | Ford GT                        | M      | 155    | +39 ronden        |
| 29   | LMGTE Pro  | 67  | Ford Chip Ganassi Team UK | Marino Franchitti Andy Priaulx Harry Tincknell          | Ford EcoBoost 3.5 L Turbo V6   | M      | 155    | +39 ronden        |
| DNF  | LMP2       | 45  | Manor                     | Richard Bradley Roberto Merhi Matt Rao                  | Oreca 05                       | D      | 149    | Remmen            |
| DNF  | LMP2       | 45  | Manor                     | Richard Bradley Roberto Merhi Matt Rao                  | Nissan VK45DE 4.5 L V8         | D      | 149    | Remmen            |
| DNF  | LMP1 privé | 4   | ByKolles Racing Team      | Pierre Kaffer Simon Trummer Oliver Webb                 | CLM P1/01                      | D      | 98     | Motor             |
| DNF  | LMP1 privé | 4   | ByKolles Racing Team      | Pierre Kaffer Simon Trummer Oliver Webb                 | AER P60 2.4 L Turbo V6         | D      | 98     | Motor             |
| DNF  | LMP2       | 26  | G-Drive Racing            | Alex Brundle René Rast Roman Roesinov                   | Oreca 05                       | D      | 74     | Versnellingsbak   |
| DNF  | LMP2       | 26  | G-Drive Racing            | Alex Brundle René Rast Roman Roesinov                   | Nissan VK45DE 4.5 L V8         | D      | 74     | Versnellingsbak   |
| DSQ  | LMGTE Am   | 78  | KCMG                      | Joël Camathias Wolf Henzler Christian Ried              | Porsche 911 RSR                | M      | 166    | Gediskwalificeerd |
| DSQ  | LMGTE Am   | 78  | KCMG                      | Joël Camathias Wolf Henzler Christian Ried              | Porsche 4.0 L Flat-6           | M      | 166    | Gediskwalificeerd |

## Tussenstanden na wedstrijd
LMP (coureurs)
| Pos | Coureur                                               | Punten |
| --- | ----------------------------------------------------- | ------ |
| 1   | Romain Dumas Neel Jani Marc Lieb                      | 106    |
| 2   | Loïc Duval Lucas di Grassi Oliver Jarvis              | 73     |
| 3   | Mike Conway Kamui Kobayashi Stéphane Sarrazin         | 62     |
| 4   | Marcel Fässler André Lotterer                         | 51     |
| 5   | Alexandre Imperatori Dominik Kraihamer Mathéo Tuscher | 36     |

LMP1 (constructeurs)
| Pos | Team    | Punten |
| --- | ------- | ------ |
| 1   | Porsche | 164    |
| 2   | Audi    | 129    |
| 3   | Toyota  | 97     |

GTE (coureurs)
| Pos | Coureur                    | Punten |
| --- | -------------------------- | ------ |
| 1   | Stefan Mücke Olivier Pla   | 72     |
| 2   | Sam Bird Davide Rigon      | 70     |
| 3   | Marco Sørensen Nicki Thiim | 67     |
| 4   | Darren Turner              | 61     |
| 5   | Billy Johnson              | 60     |

GTE (constructeurs)
| Pos | Constructeur | Punten |
| --- | ------------ | ------ |
| 1   | Ferrari      | 146    |
| 2   | Aston Martin | 138    |
| 3   | Ford         | 110,5  |
| 4   | Porsche      | 70     |

GT Pro (teams)
| Pos | Nr | Team                      | Punten |
| --- | -- | ------------------------- | ------ |
| 1   | 66 | Ford Chip Ganassi Team UK | 72     |
| 2   | 71 | AF Corse                  | 70     |
| 3   | 95 | Aston Martin Racing       | 67     |
| 4   | 67 | Ford Chip Ganassi Team UK | 56     |
| 5   | 97 | Aston Martin Racing       | 55     |

LMP1 privé (coureurs)
| Pos | Coureur                                               | Punten |
| --- | ----------------------------------------------------- | ------ |
| 1   | Nick Heidfeld Nicolas Prost                           | 104    |
| 2   | Nelson Piquet jr.                                     | 86     |
| 3   | Alexandre Imperatori Dominik Kraihamer Mathéo Tuscher | 75     |
| 4   | James Rossiter Simon Trummer Oliver Webb              | 30     |
| 5   | Mathias Beche                                         | 18     |

LMP1 privé (teams)
| Pos | Nr | Team                 | Punten |
| --- | -- | -------------------- | ------ |
| 1   | 12 | Rebellion Racing     | 104    |
| 2   | 13 | Rebellion Racing     | 75     |
| 3   | 4  | ByKolles Racing Team | 30     |

LMP2 (coureurs)
| Pos | Coureur                                            | Punten |
| --- | -------------------------------------------------- | ------ |
| 1   | Nicolas Lapierre Gustavo Menezes Stéphane Richelmi | 112    |
| 2   | Filipe Albuquerque Ricardo González Bruno Senna    | 71     |
| 3   | René Rast Roman Roesinov                           | 65     |
| 4   | Chris Cumming Ryan Dalziel Pipo Derani             | 59     |
| 5   | Jonny Kane Nick Leventis                           | 46     |

LMP2 (teams)
| Pos | Nr | Team                      | Punten |
| --- | -- | ------------------------- | ------ |
| 1   | 36 | Signatech Alpine          | 112    |
| 2   | 43 | RGR Sport by Morand       | 74     |
| 3   | 26 | G-Drive Racing            | 67     |
| 4   | 31 | Extreme Speed Motorsports | 59     |
| 5   | 37 | SMP Racing                | 50     |

GTE Am (coureurs)
| Pos | Coureur                                     | Punten |
| --- | ------------------------------------------- | ------ |
| 1   | Rui Águas Emmanuel Collard François Perrodo | 111    |
| 2   | Paul Dalla Lana Pedro Lamy Mathias Lauda    | 70     |
| 3   | David Heinemeier Hansson Khaled Al Qubaisi  | 68     |
| 4   | Pierre Ragues Yutaka Yamagishi              | 65     |
| 5   | Patrick Long                                | 57     |

GTE Am (teams)
| Pos | Nr | Team                    | Punten |
| --- | -- | ----------------------- | ------ |
| 1   | 83 | AF Corse                | 111    |
| 2   | 98 | Aston Martin Racing     | 70     |
| 3   | 50 | Larbre Compétition      | 69     |
| 4   | 88 | Abu Dhabi-Proton Racing | 68     |
| 5   | 86 | Gulf Racing             | 50     |